# صبا الفاهوم
صبا الفاهوم رائدة نسوية فلسطينية. وهي من قامت بتأسيس الاتحاد النسائي في القدس بعد تأسيس منظمة التحرير الفلسطينية عام 1964م.

## ولادتها وتعليمها
ولدت صبا الفاهوم عام 1923م في الناصرة، وفيها أنهت دراستها الابتدائية والإعدادية، كما تتلمذت على يد شقيقها دياب الفاهوم الذي ذاق مرارة الانتداب البريطاني وسجن مرات عديدة خاصة بعد اتهامه باغتيال حاكم الجليل البريطاني اندروز عام 1937م.
تخرجت من دار المعلمات في القدس وعملت في المدرسة الإسلامية ومع سقوط الناصرة عملت كممرضة لجرحى جيش الإنقاذ والفرق التي دافعت عن المدينة.
سافرت إلى بغداد لتحصل على الليسانس في أدب إنجليزي ثم حصلت على درجة الدكتوراة من جامعة بغداد، وعملت محاضرة في الجامعة المستنصرية حتى عام 1993.

## نضالها ولجوءها
أحست الفاهوم مبكرا بواجب النضال ضد الاستعمار البريطاني فشاركت في المظاهرات، وكانت تتسلق سور المدرسة لتحمل الشعارات وتهتف ضد الاحتلال مرتدية الكوفية ومحتضنة العلم الفلسطيني.
لجأت مع أسرتها إلى بيروت واستقرت في مخيم عين الحلوة ثم سافرت إلى بغداد لتحصل على الليسانس في الأدب الإنجليزي وعادت لتعمل في لبنان وتتابع من هناك نشاطها الوطني والسياسي.

## انجازاتها
اهتمت الفاهوم بالقضايا النسائية وكتبت العديد من المقالات في الصحف اللبنانية، وشاركت في الاجتماع التأسيسي الأول في القدس عام 1964م، كما شاركت في المؤتمر الأول للاتحاد العام للمرأة الفلسطينية الذي عقد في القدس أيضا بعد ذلك بعام.
كانت من أوائل الفلسطينيات اللواتي عملن في الاتحاد النسائي التي شكلته وديعة الخرطبيل في لبنان، ونشطت في خدمة النساء في مخيمات صيدا وعين الحلوة وشاتيلا وشكلت لجان عمل جماهيرية ودربت الفتيات على الإسعاف الأولي في الميدان.
ساهمت من خلال عضويتها في منظمة المنظور النسائي الدولي للعدل والسلام والحرية في تثبيت فرع لفلسطين في المنظمة رسميا عام 1989م، وشاركت في المؤتمرات الدولية مثل مؤتمر أستراليا حيث قارنت أمام الحضور بين عنصرية إسرائيل ونظام جنوب أفريقيا، وكذلك في مؤتمر المرأة في الصين عام 1995م. ساهمت أيضا في أعمال مؤتمر المنظمة النسوية الدولية في أمريكا عام 1997م وأعدت أوراق عمل تحت عنوان عالم خالي من الأسلحة النووية والفرق بين ارهاب الدولة المتمثل في الاحتلال الإسرائيلي والدفاع عن النفس وشرعية المقاومة.
كتبت مئات المقالات والدراسات حول القضية الفلسطينية وصورة المرأة السياسية والاجتماعية، كما الفت كتابا عن السجينات والموقوفات الفلسطينيات في سجون الاحتلال الإسرائيلي، وترجم كتابها عن المرأة الليبية إلى خمس لغات.

## وفاتها
توفيت ودفنت في عمان عام 2004م.